# Christakīs Adamou
Christakīs Adamou (in greco: Χριστάκης Αδάμου; 10 maggio 1945) è un ex calciatore cipriota, di ruolo centrocampista.

## Carriera
Ha giocato la sua unica partita per la Nazionale cipriota nel 1969.